# Dipoena tuldokguhitanea
Dipoena tuldokguhitanea är en spindelart som beskrevs av Alberto Barrion och James A. Litsinger 1995. Dipoena tuldokguhitanea ingår i släktet Dipoena och familjen klotspindlar.
Artens utbredningsområde är Filippinerna. Inga underarter finns listade i Catalogue of Life.